# AQ Андромеды
AQ Андромеды (лат. AQ Andromedae), HD 2342 — одиночная переменная звезда в созвездии Андромеды на расстоянии приблизительно 2080 световых лет (около 637 парсеков) от Солнца. Видимая звёздная величина звезды — от +9,5m до +7,7m.

## Характеристики
AQ Андромеды — красный гигант, углеродная полуправильная переменная звезда типа SRB (SRB) спектрального класса C5,4(Nb). Радиус — около 450 солнечных, светимость — около 9700 солнечных. Эффективная температура — около 2660 K.